# Carlo Scarascia-Mugnozza
Carlo Scarascia-Mugnozza (Roma, 19 aprile 1920 – Roma, 13 maggio 2004) è stato un politico italiano e Commissario europeo.
Proveniente da una famiglia cattolica, aderì giovanissimo alla Democrazia Cristiana e fece parte della Camera dei deputati dal 1953 al 1972. Tra il febbraio 1962 e il dicembre 1963 fu sottosegretario alla Pubblica Istruzione nel governo Fanfani IV e sottosegretario alla Giustizia nel governo Leone I.
Fece parte del Parlamento europeo dal 1961 al 1972 e presiedette la sua commissione per l'energia, la commissione per la ricerca e la commissione politica parlamentare. Dal 1972 al 1977 Scarascia Mugnozza fu membro della Commissione europea, prima come commissario per l'agricoltura e poi come  commissario per le relazioni istituzionali, l'ambiente e i trasporti.
Alla fine della sua esperienza comunitaria, fu nominato consigliere di Stato. Dal 1983 al 1987 presiedette il Centro internazionale di alti studi agronomici mediterranei a Parigi.